# Милонов, Николай Александрович
Никола́й Алекса́ндрович Мило́нов (13 ноября 1923, Тула — 18 сентября 1994, там же) — российский литературовед, педагог, популяризатор науки, тульский краевед. Кандидат филологических наук, профессор кафедры литературы Тульского государственного педагогического института им. Л. Н. Толстого.

## Биография
Родился 13 ноября 1923 года в Туле, в учительской семье.
В 1945 окончил Тульский государственный педагогический институт, после чего работал преподавателем в Тульском медицинском училище.
С 1949 по 1952 учился в аспирантуре Московского государственного педагогического института им. В. И. Ленина. Защитил диссертацию по творчеству молодого Глеба Успенского, став кандидатом филологических наук.
С 1953 трудился в Тульском государственном педагогическом институте им. Л. Н. Толстого сначала доцентом, а с 1985 — профессором кафедры литературы.
Кроме научно-исследовательской и преподавательской деятельности Н. А. Милонов успешно проводил большую общественную работу. Он состоял в следующих организациях:
- председатель научно-методического совета по литературе и искусству областной организации общества «Знание»,
- заместитель председателя Тульского областного отделения Российского фонда культуры,
- председатель совета по краеведению,
- член президиума совета Тульского областного отделения Всероссийского общества охраны памятников истории и культуры,
- член учёных советов Государственного музея-усадьбы Л. Н. Толстого «Ясная Поляна» и Тульского областного краеведческого музея.

Активно выступал на различных литературных вечерах и митингах, на юбилейных собраниях и научных конференциях.
Много лет руководил литературно-краеведческим кружком студентов-филологов Тульского пединститута.
Умер Николай Александрович Милонов 18 сентября 1994 года.

## Сочинения
Творческие замыслы и научные исследования Н. А. Милонова воплотились в ряд книг, выходивших в Туле и Москве. Н. А. Милонов также автор нескольких научно-популярных и методических брошюр в помощь лектору, выпущенных в Туле организацией общества «Знание». Им опубликовано более 100 статей в учёных записках и сборниках, изданных в Туле, Казани и Астрахани.
- Милонов Н. А. Драматургия А. В. Сухово-Кобылина. — Тула: Кн. изд-во, 1956. — 112 с. (см. Сухово-Кобылин, Александр Васильевич)
- Милонов Н. А. Писатели Тульского края: Очерки по литературному краеведению. — Тула: Кн. изд-во, 1963. — 312 с. — 7000 экз.
- Милонов Н. А. Русские писатели и Тульский край: Очерки по литературному краеведению / Худож. В. Матвеев. — 2-е изд., перераб. и доп. — Тула: Приок. кн. изд-во, 1971. — 574 с. — 10 000 экз.
- Милонов Н. А. Л. Н. Толстой и Тула. — Тула: Приок. кн. изд-во, 1976. — 25 с.
- Милонов Н. А. Тульский край в рисунках В. А. Жуковского: (Альбом). — Тула: Приок. кн. изд-во, 1978. — 32 с. — 20 000 экз. (см. Жуковский, Василий Андреевич)
- Милонов Н. А. Тульский край в рисунках В. А. Жуковского: (Альбом). — 2-е изд. — Тула: Приок. кн. изд-во, 1982. — 112 с. — 25 000 экз.
- Милонов Н. А. Литературное краеведение: Учеб. пособие для педагогических ин-тов по специальности 2101 «Русский язык и литература». — М.: Просвещение, 1985. — 192 с. — 19 000 экз.
- Милонов Н. А. В. В. Вересаев и Тула. — Тула: Приок. кн. изд-во, 1987. — 32, [32] с. — 10 000 экз. (см. Вересаев, Викентий Викентьевич)
- Милонов Н. А. Г. И. Успенский и Тула. — Тула: Интербумага, 1995. — 74 с. — ISBN 5-88854-002-1. (см. Успенский, Глеб Иванович)
- Милонов Н. А. Русские писатели и Тульский край: Очерки по литературному краеведению. — 3-е изд., доп. и перераб. — Тула: Изд-во ТГПУ им. Л.Н. Толстого, 2002. — 306 с. — (Страницы минувшего).

Статьи
- Милонов Н. А. Перспективы тульского краеведения // Памятники Отечества: Альманах Всерос. о-ва охраны памятников истории и культуры. — 1989. — № 1. — С. 34-37.